# Ключики (Новосибирская область)
Ключики — село в Сузунском районе Новосибирской области России. Административный центр Ключиковского сельсовета.
В советское время, с 1941 по 1956 года входил в Ровенский сельский совет и был спецпоселения поволжских депортированных немцев, в том числе и с Марксовского района также как и депортированных эстонцев. (Первоисточник: бывший житель села Ключики, рождённый в Маркс. районе и будущем депортированным оттуда на нац. основание.)

## География
Площадь села — 61 гектар.

## Население
| 2002 | 2007 | 2010 |
| ---- | ---- | ---- |
| 888  | ↗943 | ↘810 |

## Инфраструктура
В селе по данным на 2007 год функционируют 1 учреждение здравоохранения и 1 учреждение образования.